# Hala sportova (Novi Beograd)
La Sportski kompleks "Ranko Žeravica" (in serbo cirillico, Хала спортова на Новом Београду) è una struttura sportiva polivalente, progettata per accogliere eventi sportivi come pallacanestro, pallamano, boxe, karate, aikidō, e judo, oltre che eventi musicali. Si trova a Belgrado, capitale della Serbia.

## Storia
Inaugurata nel 1968 è il più antico impianto sportivo della municipalità di Novi Beograd. Dall'inaugurazione, e fino al 1992 ha ospitato le partite casalinghe del Partizan Belgrado.
In passato ha inoltre ospitato le partite interne dell'Atlas Belgrado, e durante gli anni 1990 del Beobanka, oltre che a poche partite del BKK Radnički.
Attualmente ospita le gare interne del Superfund Belgrado, e della sezione femminile di pallacanestro del Partizan.

## Manifestazioni
Nel 2009 ha ospitato l'edizione estiva delle XXV Universiade.
Concerti e manifestazioni sono regolarmente ospitati nella struttura.